# Túnel Deck Park
El túnel Deck Park (en inglés: Deck Park Tunnel; o bien Papago Freeway Tunnel) es un paso inferior vehicular construido debajo del centro de Phoenix. Fue construido como parte de la autopista interestatal 10 en Phoenix, Arizona, al suroeste de los Estados Unidos.

## Descripción
El paso subterráneo se extiende desde aproximadamente la avenida North 3rd hasta la calle North 3rd. Con 2887 pies (879.95m), se ubica como el túnel vehicular número 42 por su largo en los EE. UU. El paso subterráneo fue el último tramo de la carretera interestatal 10 que se completó en todo el país. Hay una placa dedicada a la conmemoración del túnel de Margaret T. Hance Park.